# Arenavírus
Os arenavírus (do grego arena, areia) constituem uma família de vírus que contém dois segmentos de RNA circular, um em sentido negativo e um ambissenso (ambos sentidos). Ovais, com cerca de 120nm, recobertos por uma membrana lipídica, conseguem entrar facilmente na célula, por isso, possuem maior poder infectante. Esses vírus causam doenças humanas severas, transmitidos pela urina de rato e podem ser uma ameaça como agentes do bioterrorismo. O vírus tem esse nome porque apresenta pequenos grânulos, ribossomas roubados das células infectadas, que parecem areia (arena em espanhol) ao microscópio.

## Classificações

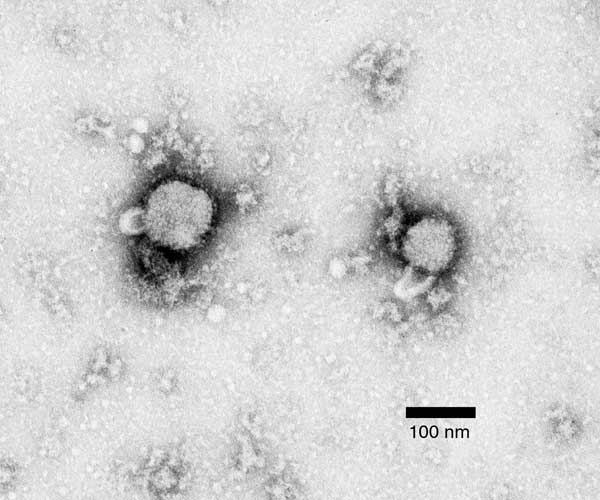
Arenavírus

Dois grupos dos arenavírus são atualmente divididos no Complexo do Velho Mundo e Complexo do Novo Mundo.
Os do velho mundo mais importantes são:
- Vírus da coriomeningite linfocitária (LCMV): Protótipo do grupo. Encontrado em todos continentes.
- Vírus da febre de Lassa. Endêmico na África.
- Vírus Mobala. Endêmico na África.
- Vírus Mopeia. Endêmico na África.
- Vírus Ippy. Endêmico na África.
- Vírus Lujo. Endêmico na África.

Os arenavírus do Novo Mundo são um grupo mais extenso, divididos previamente em três classes principais, A, B e C. Todos os vírus causadores de Febre hemorrágica viral são membros da classe B. Esses incluem:
- Vírus de Tacaribe — protótipo do grupo (causa febre hemorrágica do caribe)
- Vírus Junin e vírus pampa (causa da febre hemorrágica argentina)
- Vírus do Machupo e vírus latino (febre hemorrágica boliviana)
- Vírus de Guanarito (febre hemorrágica venezuelana)
- Vírus sabiá, vírus flexal e vírus Juquitiba (febre hemorrágica brasileira)
- Vírus Allpahuayo (febre hemorrágica peruana)

## Transmissão
Apenas o Tacaribe é transmitido por morcegos, todos os outros são transmitidos por alimentos e água infectados com urina e fezes de ratos. Os vírus sul-americanos precisam de segurança nível 4 ou podem infectar os profissionais de laboratório. Podem ser cultivados em células Vero ou em ratos e diagnosticados com ELISA.

## Sinais e sintomas

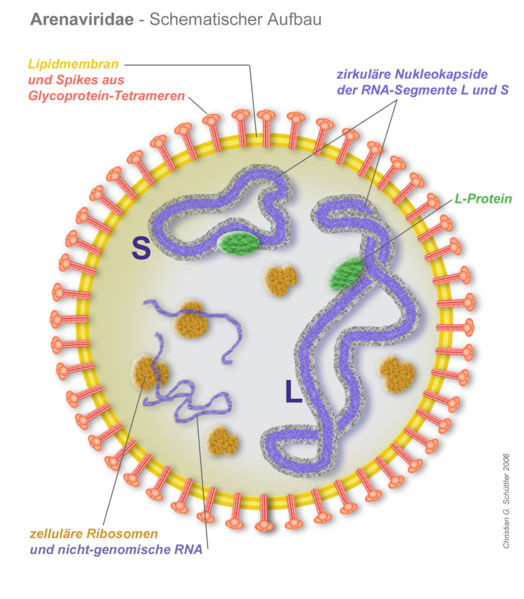
Esquema de uma Arenavírus

A infecção ocorre em três estágios. Primeiro, ocorre a interação de uma proteína da superfície do vírus com uma molécula presente na superfície celular, sendo esse processo chamado adsorção. Após a adsorção, o vírus penetra através da membrana celular ou funde-se a ela, perdendo sua sensibilidade ao anticorpo neutralizador.
Segundo, o genoma viral é liberado no citoplasma com uma RNA-polimerase associada e uma ou mais proteínas acessoriais. A RNA-polimerase viral transcreve os RNA mensageiros (RNAm), assim como RNA anti genômico completo, que é o molde para a replicação do RNA genômico. Os RNAm codificam a RNA polimerase e os fatores associados, assim como as proteínas estruturais virais.
Terceiro e último, os vírus da família Arenavírus são montados no citoplasma, logo após a síntese do RNA e das proteínas estruturais, sendo já organizados. Ao saírem por brotamento, adquirem seu invólucro.

## Patologias
As febres hemorrágicas virais tem mortalidade mais elevada (20 a 30%) do que a febre de Lassa e coriomeningite linfocitária (raramente fatais e maioria assintomática). Todas se iniciam com sintomas de gripe por 2 a 4 dias. A febre de Lassa e coriomeningites geralmente regridem sem ser diagnosticas enquanto as febres hemorrágicas evoluem para um estágio de:
- Hemorragia das mucosas, especialmente gengivas;
- Febre, cansaço e mal estar
- Dor muscular
- Bradicardia relativa (frequência cardíaca mais baixa que o esperado em pacientes com febre)
- Sintomas neurológicos: Dor de cabeça, delírios e convulsões
- Leucopenia (queda da imunidade)
- Trombocitopenia (queda na capacidade de coagulação sanguínea)

## Reservatórios
Podem ser encontrados em secreções respiratórias, sangue, urina e sêmen.

## Tratamento e prevenção
Pode-se usar soro com imunoglobulinas específicas contra o vírus extraída de pacientes recuperados e ribavirina (antiviral). A prevenção é feita com controle da população de roedores selvagens. Deve-se evitar entrar em armazéns de comida sem máscara.